# Ferdinand von Rayski

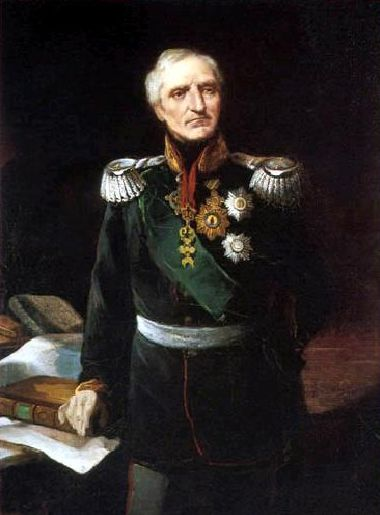
Ferdinand von Rayski, porträtt av Johan I av Sachsen, 1870.

Louis Ferdinand von Rayski, född den 23 oktober 1807 i Pegau, död den 23 oktober 1890 i Dresden, var en tysk målare.
von Rayski målade i olja redan vid elva års ålder, blev kadett, men hade likväl tillfälle att studera vid akademien i Dresden 1823–1825, var officer 1825–1829, fortsatte därefter sina konststudier i Dresden och framträdde med egna arbeten. von Rayski vistades fyra år i Paris och på olika ställen i Tyskland. År 1837 slog han sig ner i Würzburg och 1839 i Dresden. Han målade porträtt, jakt- och djurbilder, som i regel stannade på sachsiska herresäten, där han hade sin släkt- och vänkrets. Utanför denna blev han föga känd. Först 100-årsutställningen i Berlin 1906 ställde honom på den plats honom tillkommer som en av Tysklands verkligt betydande målare. Därefter blev von Rayski representerad i Nationalgalleriet i Berlin genom ett damporträtt från hans unga år och ett livfullt gossporträtt (Haubold von Einsiedel, 1855), i Dresdengalleriet av en märgfull helfigursbild (domherre von Schroeter, 1843) och i Leipzigs museum (porträtt av Adolf Heinrich Schletter).